# Маневичі
Маневичі — селище в Україні, адміністративний центр Маневицької селищної громади Камінь-Каширського району Волинської області.

## Географія
Маневицький район розташований у північній частині Волинської області. Протяжність району з півночі на південь 71 км, із заходу на схід 65 км. На півночі межує з Любешівським районом, на північному заході — з Камінь-Каширським, на заході — Ковельським, на півдні — з Рожищенським, Ківерцівським, на сході — з Володимирецьким, на південному сході з Костопільським районами Рівненcької області. 
Віддаленість від центрів (обласних, культурних, економічних):
Колишній Маневицький район вигідно був розташований на перетині залізничних та автошляхів міжнародного значення Київ — Ковель —Варшава (найкоротший автомобільний шлях від Варшави до Києва), що була включена до Плану підготовки транзитних шляхів Євро-2012 та Луцьк — Пінськ, а районний центр за 130 км від митного переходу «»Ягодин на кордоні з Республікою Польща та за 83 км від митного поста «Дольськ» на кордоні з Республікою Білорусь. Відстань між 
обласним центром та районним центром — 77 км (автошляхами) та 146 км (залізницею).

## Історія

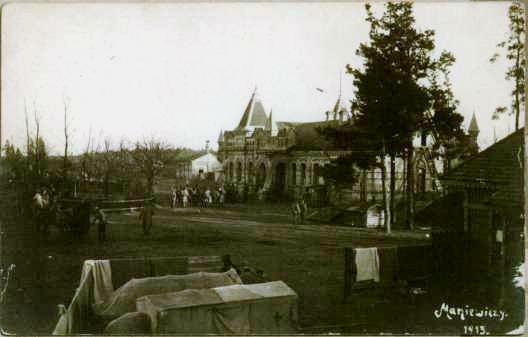
Залізничний вокзал станції (1913)

Вперше згадується у 1901 році, під час будівництва залізничної станції на лінії Київ — Ковель, яка  була введена в експлуатацію у 1902 році, одночасно з відкриттям руху поїздів. Поселення отримало назву від розташованого поблизу села Маневичі (нині — село Прилісне).
У квітні 1919 року в районі Маневичів точилися бої Армії УНР з польськими військами.

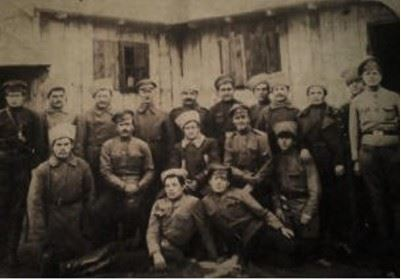
Вояки Армії УНР в Маневичах (1918)

У 1930-х роках XX століття Маневичі швидко розбудовувалися завдяки розвитку промисловості. Зокрема тут будується одна з паркетних фабрик бельгійського концерну «Aug. LaСhappelle». Існували пекарні, невеличкі м'ясокомбінати, що перебували у власності родини Климчуків. Виникають невеликі лісопильні заводи (тартаки).
Наприкінці 1920 — початку 1930-х років йшлося про надання Маневичам статусу міста. Проте ця ініціатива не була втілена.
У 1930-х роках до містечка масово приїжджають євреї та поляки. Згідно наближених підрахунків у 1930—1939 роках в містечку частка єврейського населення становила близько 50 %, польського — близько 30 %. Тут також мешкали українці, німці та декілька родин з Бессарабії.
Майже усе єврейське населення Маневичів було знищено під час другої світової війни у 1942 році (меморіальний знак загиблим під час Голокосту маневицьким євреям розташований на західній околиці містечка у напрямку села Череваха), польське населення частково знищене та депортоване радянською владою у 1939—1941 роках. Переважна більшість поляків залишила містечко після Другої світової війни.

## Населення
За Всеукраїнським переписом населення 2001 року населення Маневичів становило 11 190 осіб; порівняно з даними перепису 1989 року (8937 осіб) воно збільшилось на 17,3 %. Це найбільше селище на Волині.
У національному складі населення селища переважна більшість українців, чисельність інших національностей порівняно з чисельністю українців невелика.
Щодо мовного складу населення, то більшість населення Маневичів за даними Всеукраїнського перепису населення 2001 року вважали рідною українську мову.
| 2001* | 2006  | 2007  | 2008  | 2009  | 2010  | 2011  | 2012  | 2013  | 2014  | 2015  |
| ----- | ----- | ----- | ----- | ----- | ----- | ----- | ----- | ----- | ----- | ----- |
| 10400 | 10520 | 10590 | 10660 | 10870 | 10960 | 11190 | 11370 | 11490 | 11680 | 11710 |

### Мова
Розподіл населення за рідною мовою за даними перепису 2001 року:
| Мова            | Кількість | Відсоток |
| --------------- | --------- | -------- |
| українська      | 9945      | 98,28 %  |
| російська       | 143       | 1,41 %   |
| білоруська      | 9         | 0,09 %   |
| вірменська      | 6         | 0,06 %   |
| угорська        | 4         | 0,04 %   |
| польська        | 4         | 0,04 %   |
| румунська       | 2         | 0,02 %   |
| гагаузька       | 1         | 0,01 %   |
| інші/не вказали | 5         | 0,05 %   |
| Всього:         | 10119     | 100 %    |

## Інфраструктура
Нині головним оператором з надання населенню поштових послуг в селищі є філія АТ «Укрпошта».
Основний та єдиний оператор фіксованого телефонного зв'язку — АТ «Укртелеком».
Послуги стільникового зв'язку тут надають такі оператори, як Київстар, Vodafone, lifecell.
Доступ до Інтернету забезпечують провайдери «Укртелеком», «Інтертелеком», «Смарт-Нет», «Уарнет».
Банківська сфера містечка представлена 6 філіями та відділеннями «ПриватБанк».
Медичні послуги надають Маневицька центральна районна лікарня, районна поліклініка, ветеринарна лікарня та 10 аптечних закладів.

### Транспорт
Через населений пункт пролягають автошляхи регіонального значення Р14 (Луцьк — Дольськ) та міжнародного значення М07 (Київ — Варшава).
В селищі працює автостанція, через яку автобусами та маршрутними таксі здійснюються перевезення Камінь-Каширським районом, Волинською областю та Україною.
Функціонує залізнична станція Маневичі на лінії Київ — Ковель —  Варшава, будівництво дільниці Варшава — Люблін — Ковель було завершено у 1877, а Ковель — Сарни — Київ — у 1902 році.

## Культура
В селищі знаходиться Маневицький краєзнавчий музей — зібрання матеріалів з історії селища та краю; Районний будинок культури. Здавна Маневичі є одним із культурних осередків Волинської області. Щороку в селищі традиційно відбуваються особливі святкування державних, релігійних та міських свят.

### Релігія
| № | Конфесія                     | К-сть громад |
| - | ---------------------------- | ------------ |
| 1 | УПЦ (МП)                     | 2            |
| 2 | Православна церква України   | 2            |
| 3 | АСД (Адвентисти сьомого дня) | 1            |
| 4 | Римо-католицька церква       | 1            |
| 5 | ЄХБ                          | 1            |
| 6 | ХВЄ-П                        | 1            |
| 7 | Свідки Єгови                 | 1            |
| 8 | Божа церква                  | 1            |

#### Католицька громада

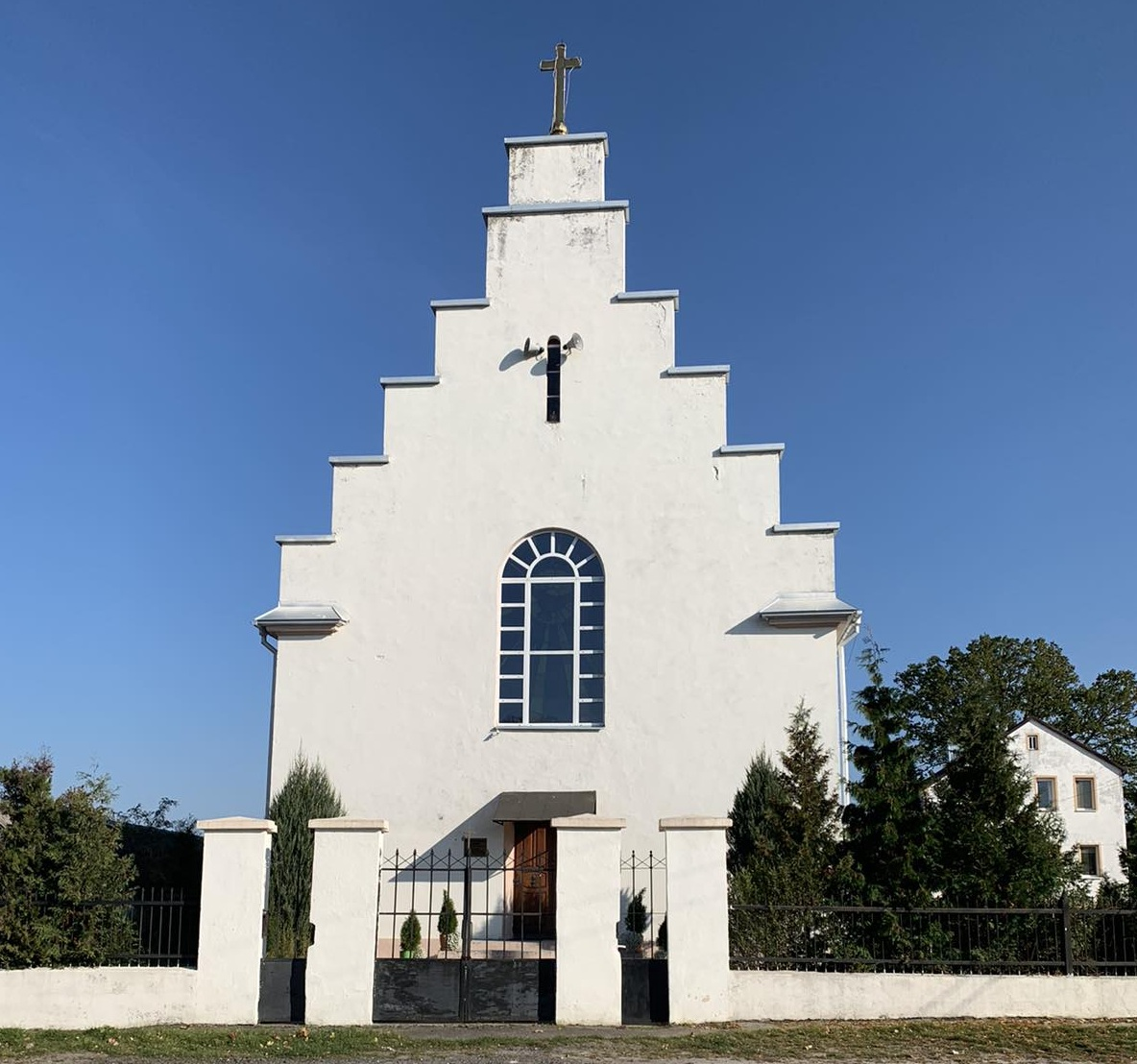
Костел Святого Духа

Римо-католицька парафія в Маневичах була утворена у 1923 році. Парафіяльним костелом слугувала дерев'яна каплиця поблизу залізниці, збудована у 1915 році як військова каплиця. у 1922—1926 роках її будівництво було завершене. Новий, мурований костел був збудований у 1933—1937 роках на кошти вірних — будівельними роботами керував настоятель ксьондз Болеслав Ястшембскі (нар. 1893, висв. 1925, пом. 1942). До кінця 1943 року костел діяв завдяки прибулому сюди ксьондзу Едмунду Доманському. Освячення новозбудованого костелу під титулом Преображення Господнього відбулося 7 жовтня 1934 року. Після Другої світової війни радянська влада зачинила храм, влаштовуючи в ньому склад мінеральної солі. Сіль, яка тут зберігалася протягом 40 років спричинила невідворотні руйнування. Пізніше сіль була висаджена у повітря, зруйнувалось склепіння і дах. Першу Святу Месу після багатьох років відправив у 1990 році на сходах зруйнованого костелу o. Ян Мухарський. Костел був повернений вірним у 1992 році, він відбудований та відновлюється. Повторно освятив костел під титулом Святого Духа 4 червня 1995 року єпископ Маркіян Трофим'як, тодішній єпископ-помічник у Львівській архієпархії. Стараннями отця-пралата Людвіка Камілевського з Луцька була побудована плебанія. У 1992—1994 роках настоятелем тут був о. Адам Галєк, у 1994—2001 роках — о. Казімєж Болєслав Зайонц, у 2001—2022 роках — о. Анджей Мацєй Квічаля. З серпня 2022 по лютий 2023 року парафію очолював о. Ярослав Рудий, а з лютого 2023 року — о. Марцін Цєсєльський.

### Пам'ятки
- Залізничний вокзал (1905)
- Римо-католицький костел Святого Духа (1934)
- Неподалік від Маневичів (на автошляху Маневичі — Луцьк) розташована унікальна гідрологічна пам'ятка — Оконські джерела, відомі своєю неповторно чистою водою з особливим хімічним складом.
- До 21 лютого 2014 року в Маневичах залишався останній на Волині пам'ятник Леніну, який був демонтований за допомогою крана під час масових повалень пам'ятників Леніну[14].
- У Камінь-Каширському районі (с. Старосілля) 27 серпня 2015 року був знайдений старовинний човен, вік якого від 300 до 500 років, довжина човна 13, і більше метрів, вироблений човен з дуба, який також «не молодий». Човен знаходиться в маневицькому краєзнавчому музеї.

## Освіта
Сучасна дошкільна освіта селища представлена трьома дитячими садками. В Маневичах діє професійний ліцей та дві середні загальноосвітні школи:
- Маневицька ЗОШ І—III ступенів № 1 імені Андрія Снітка;
- Маневицька гімназія[15].

Позашкільні навчальні заклади селища:
- Будинок школяра;
- Станція юних техніків (з філією Малої академії наук);
- Дитяча музична школа;
- Дитячо-юнацька спортивна школа;
- Автошкола для водіїв;
- Секція юний радіотехнік (Маневицька ЗОШ № 2 гімназія).

Функціонують будинок культури,  бібліотека.
У селищі розташована Маневицька виправна колонія № 42.

## Економіка

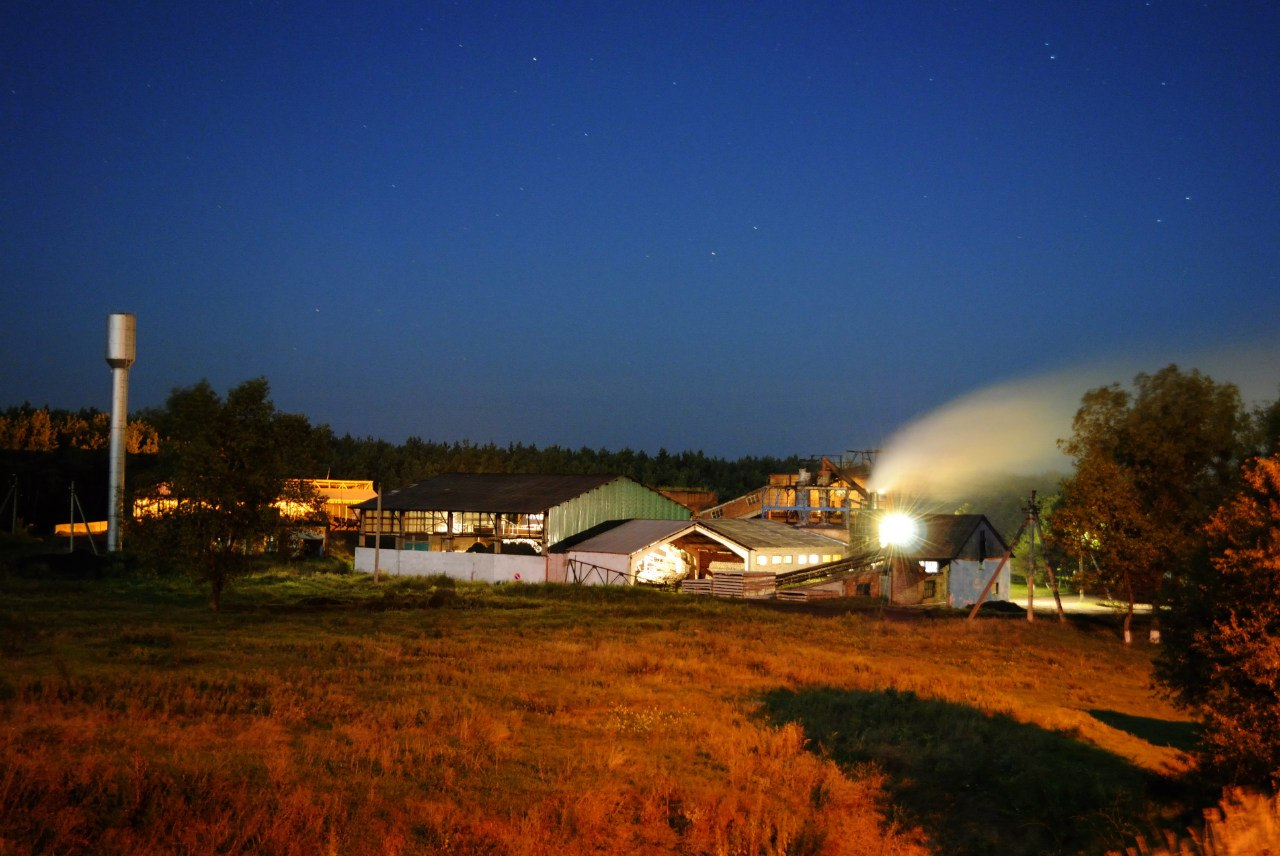
Торфобрикетний завод

У Маневичах працює завод з виробництва торфобрикетів, державне підприємство з обробки деревини, приватні пилорами. Спільне польсько-українське підприємство «Polko» , що спеціалізується на заготівлі грибів і ягід та експортом їх у країни ЄС. Розвиваються економічні зв'язки з Польщею.

## Засоби масової інформації
Газета «Нова доба»» видається з 1 травня 1945 року та виходить на двох друкованих аркушах щосуботи.

## Спорт
- Міський стадіон «Колос» з одним великим футбольним полем.
- Комплексна дитячо-юнацька спортивна школа.
- Спортивний комплекс.

У березні 1916 року воїни Польських Легіонів, які дислокувались у лісах під Маневичами, створили першу футбольну команду в польській армії, надаючи їй назву «Дружина Легіонова» (пол. Drużyna Legionowa). Восени 1916 року вона була перенесена до Варшави. 31 липня 1922 року команда була реорганізована у «Леґія» Варшава (пол. Legia Warszawa).
«Леґія» (Варшава) — є найкращим футбольним клубом в історії польської першої ліги (нині — Екстракляса), a також одним з найбільш титулованих польських клубів на міжнародній спортивній арені.

## Постаті
- Байдуков Олександр Васильович — український художник.
- Сергій Беседін — український лікар, професор кафедри загальної хірургії Львівського національного медичного університету імені Данила Галицького (1997—2006).
- Пустюльга Сергій Іванович (нар. 1960) — професор Луцького національного технічного університету, доктор технічних наук, заслужений працівник освіти України[18].
- Снітко Андрій Володимирович — боєць добровольчого батальйону «Азов», учасник російсько-української війни. 25 січня 2015 року встановлено меморіальну дошку на його честь[19].
- Петро Татушко — відомий львівський геодезист.

## Міста-побратими
- Вараш, Україна
- Згеж, Польща
- Купишкіс, Литва

## Галерея

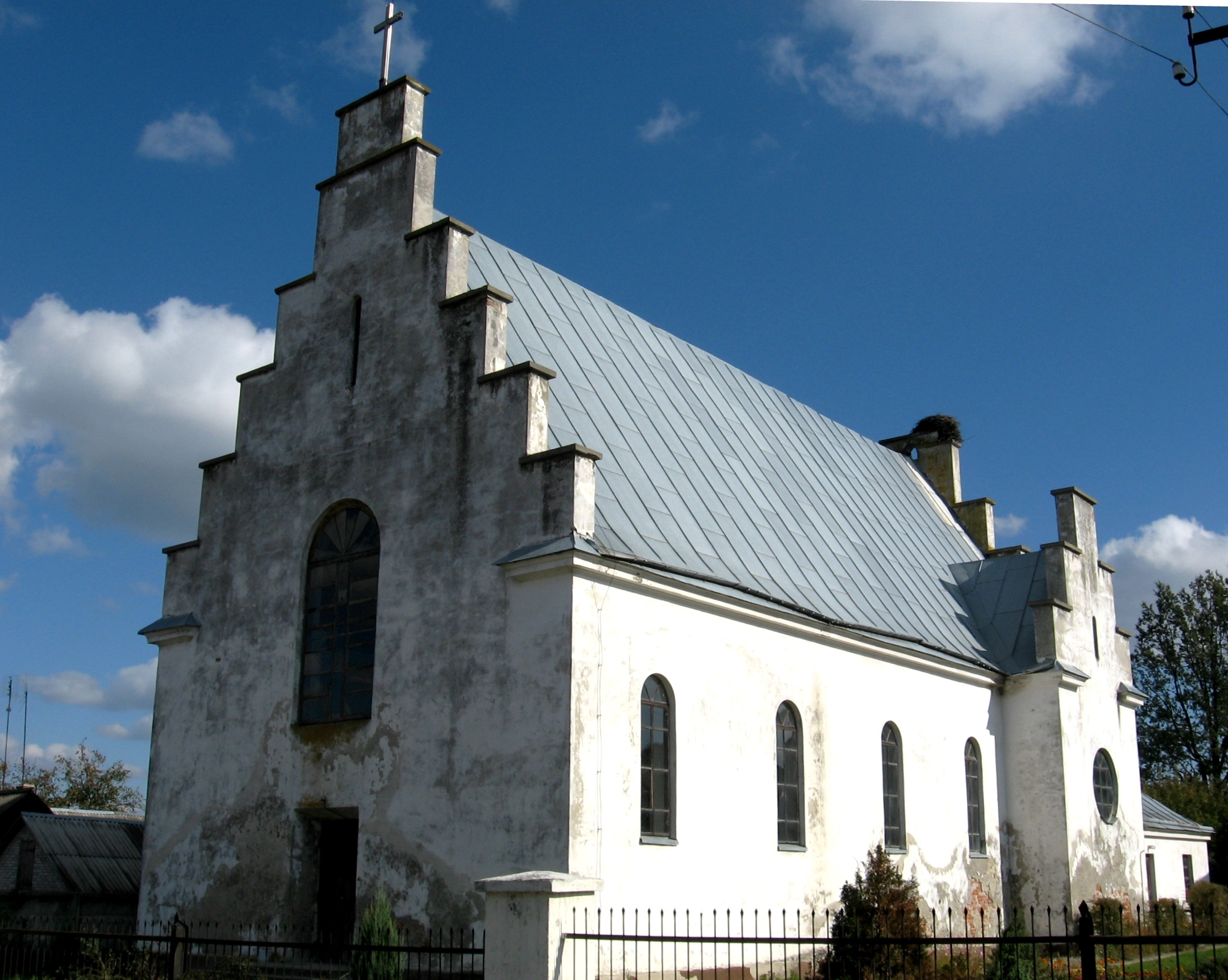
Костел Святого Духа
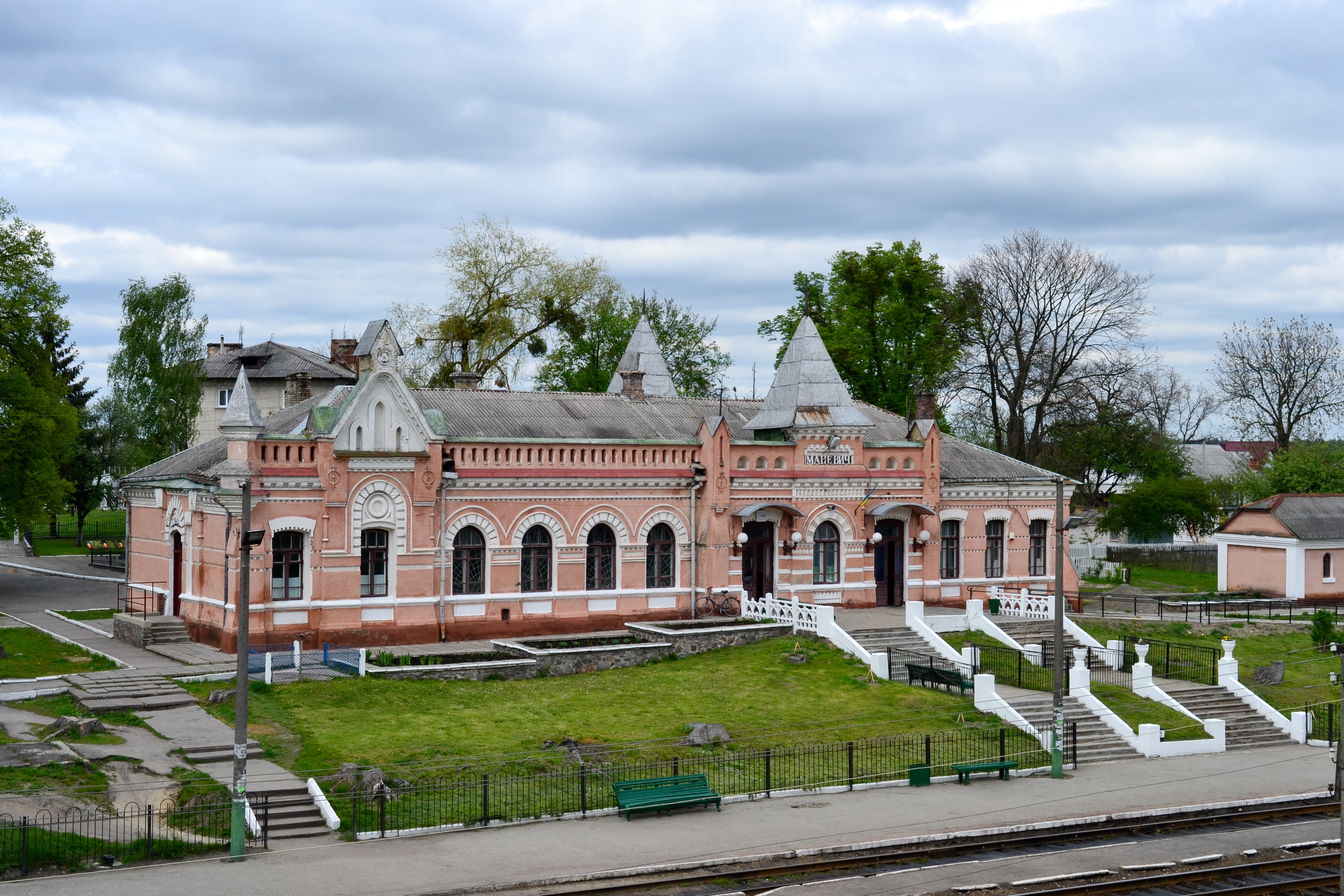
Залізничний вокзал (краєвид з мосту над коліями)
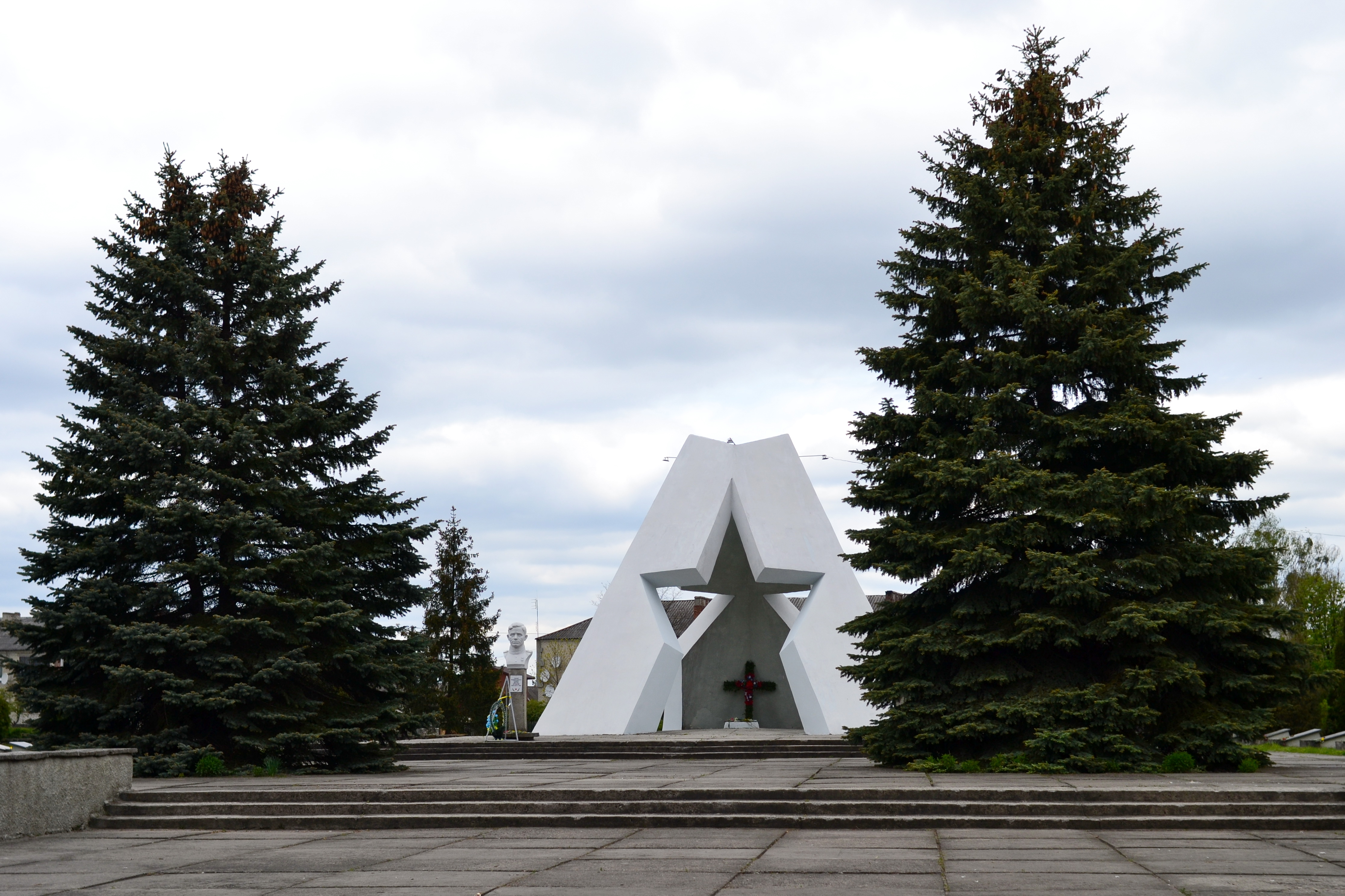
Пам'ятник на честь радянських воїнів, партизанів, підпільників, воїнів-земляків та активу району (біля будинку культури)
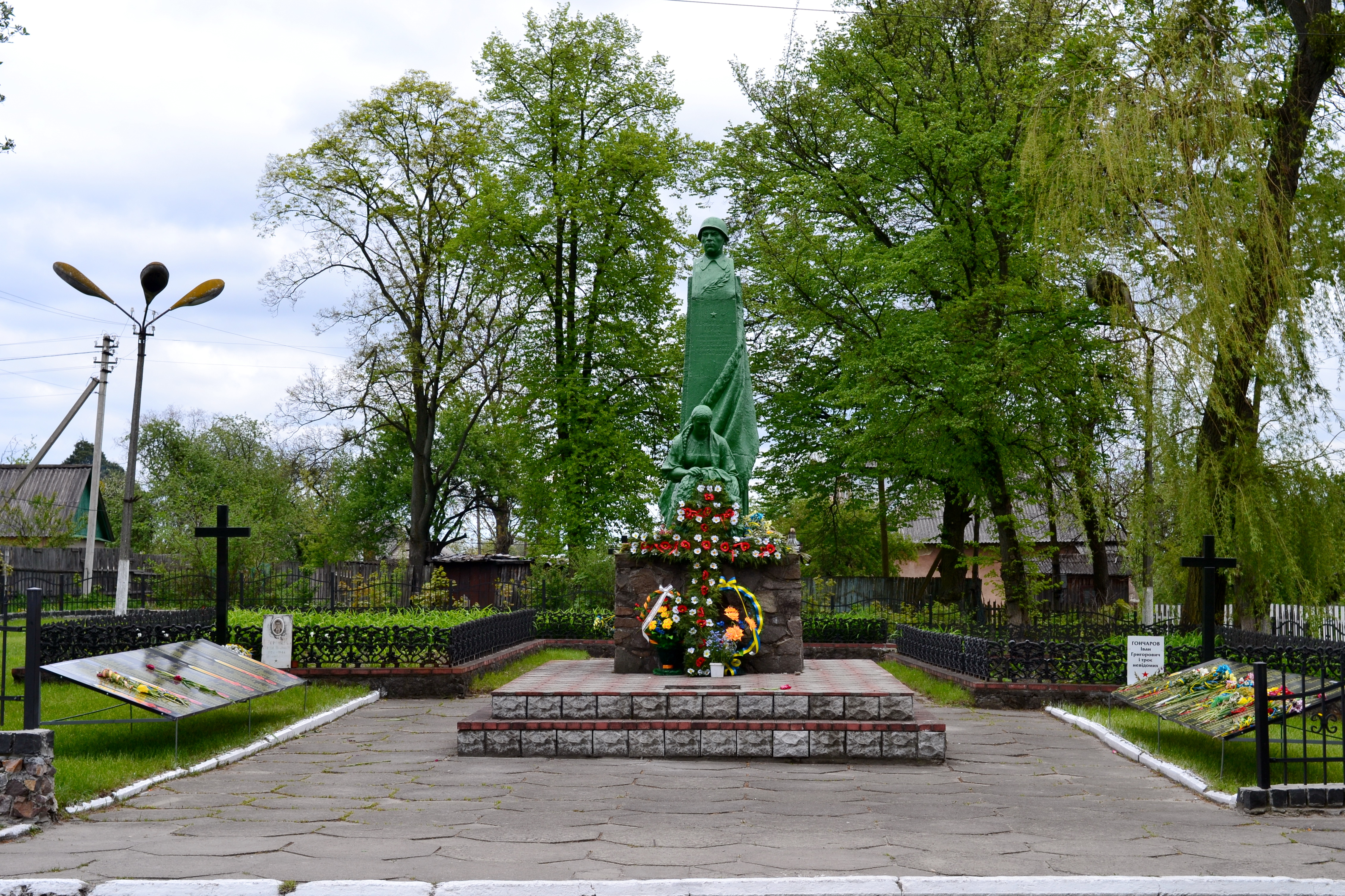
Братська могила радянських воїнів та партизан на Привокзальній площі
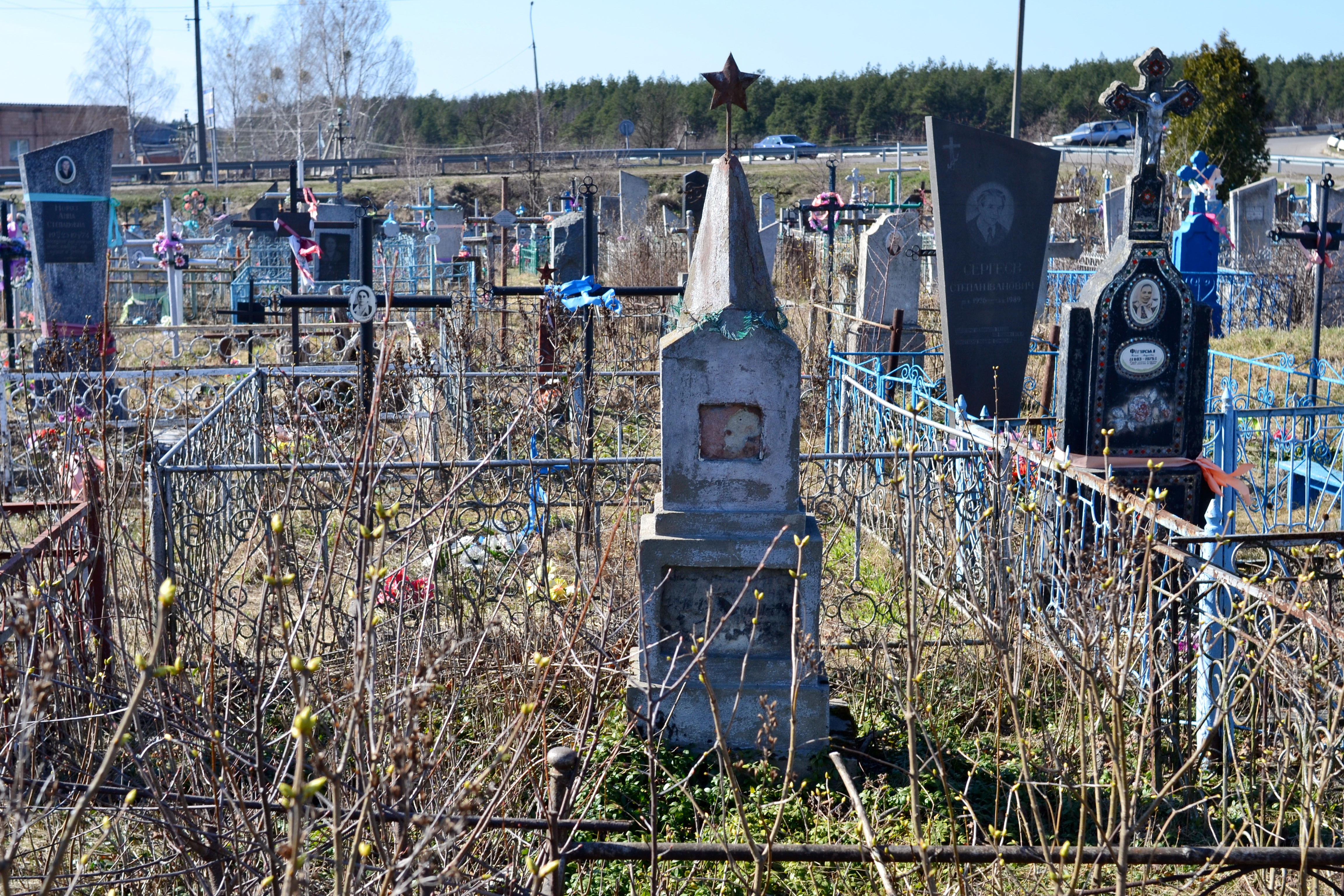
Одна з чотирьох братських могил радянських воїнів, померлих в госпиталях (на кладовищі)
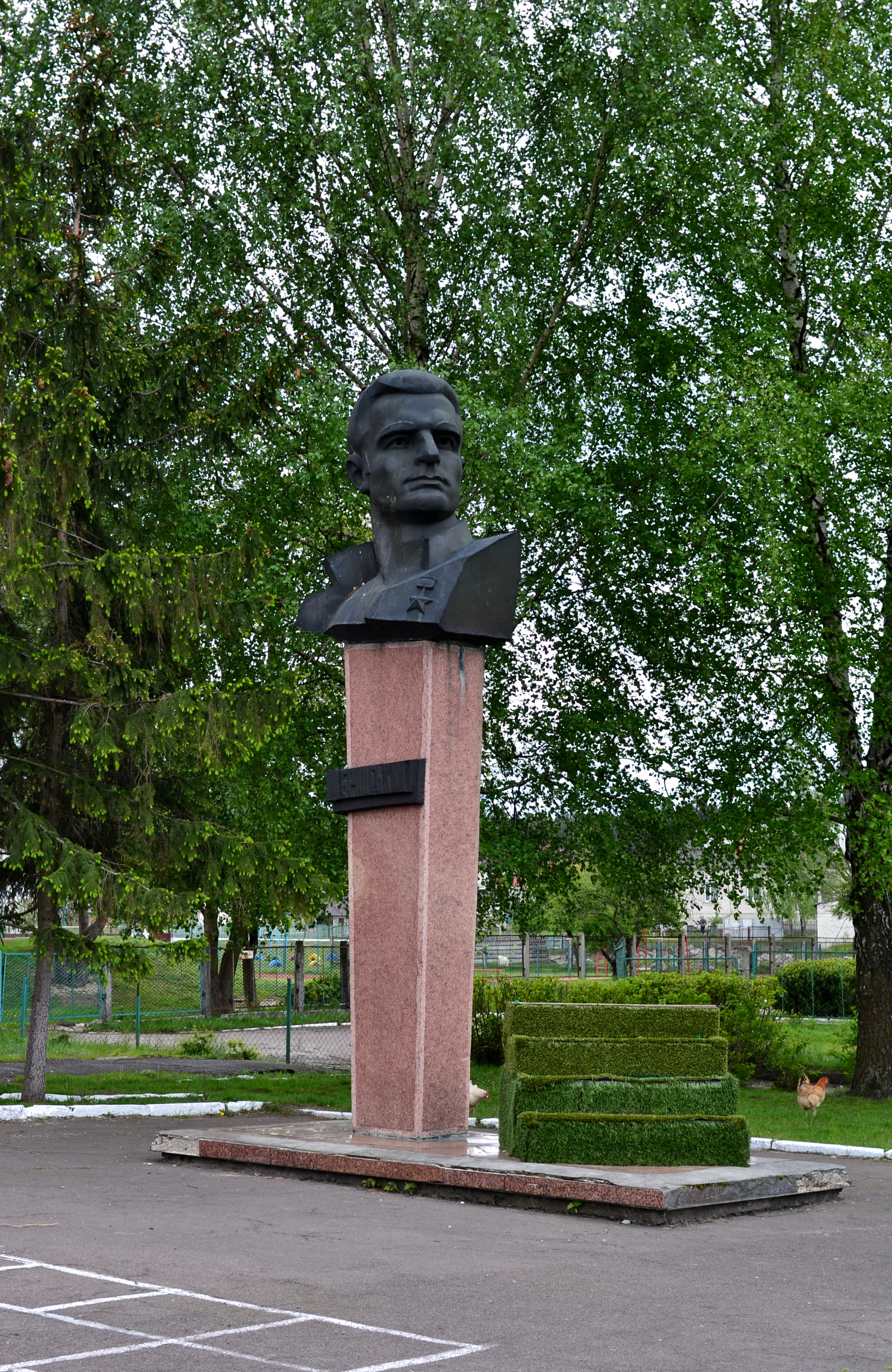
Пам’ятник Герою Радянського Союзу А. Бринському (біля школи № 2)
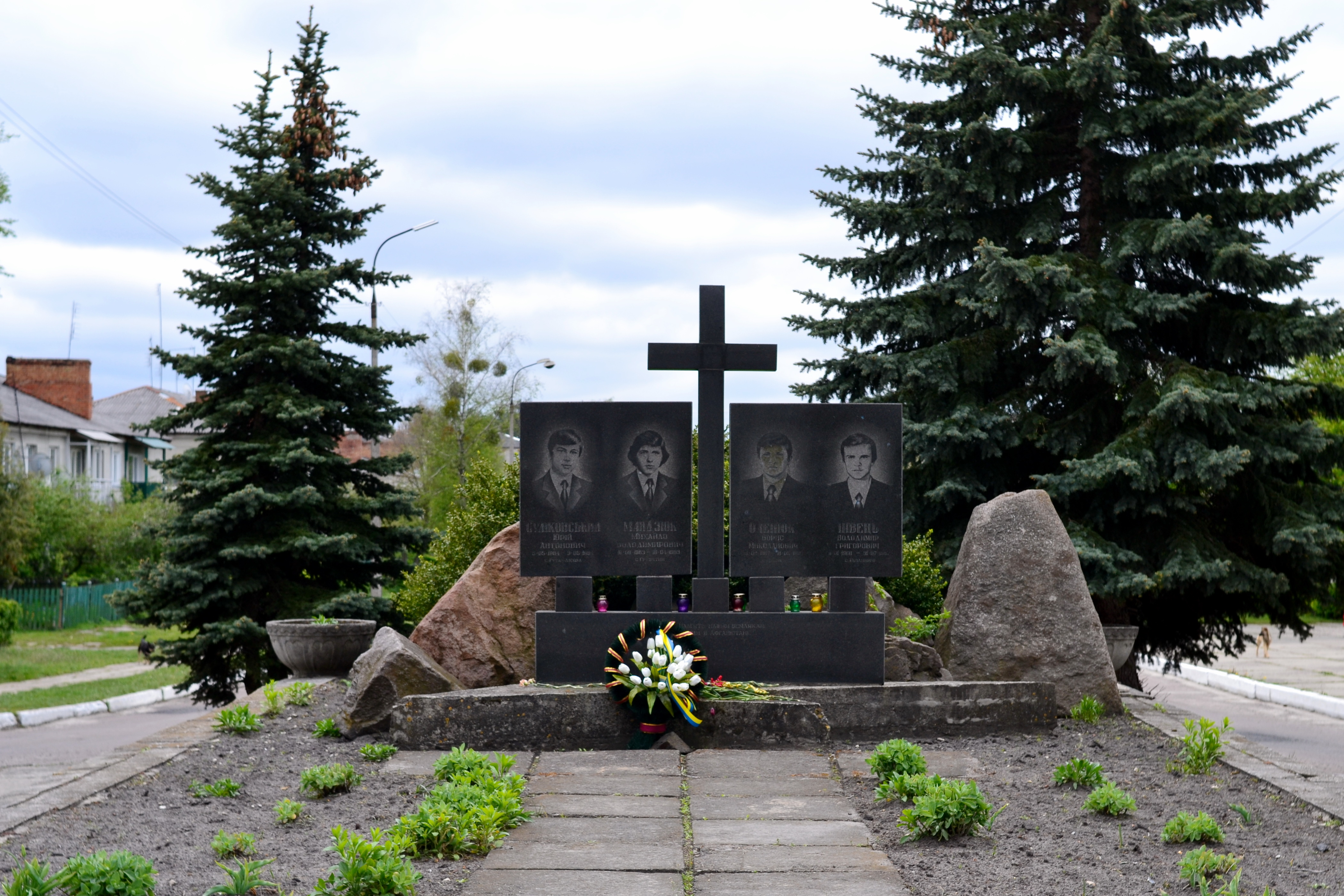
Монумент на честь воїнів-афганців (на розі вул.Незалежності та просп. Волі)
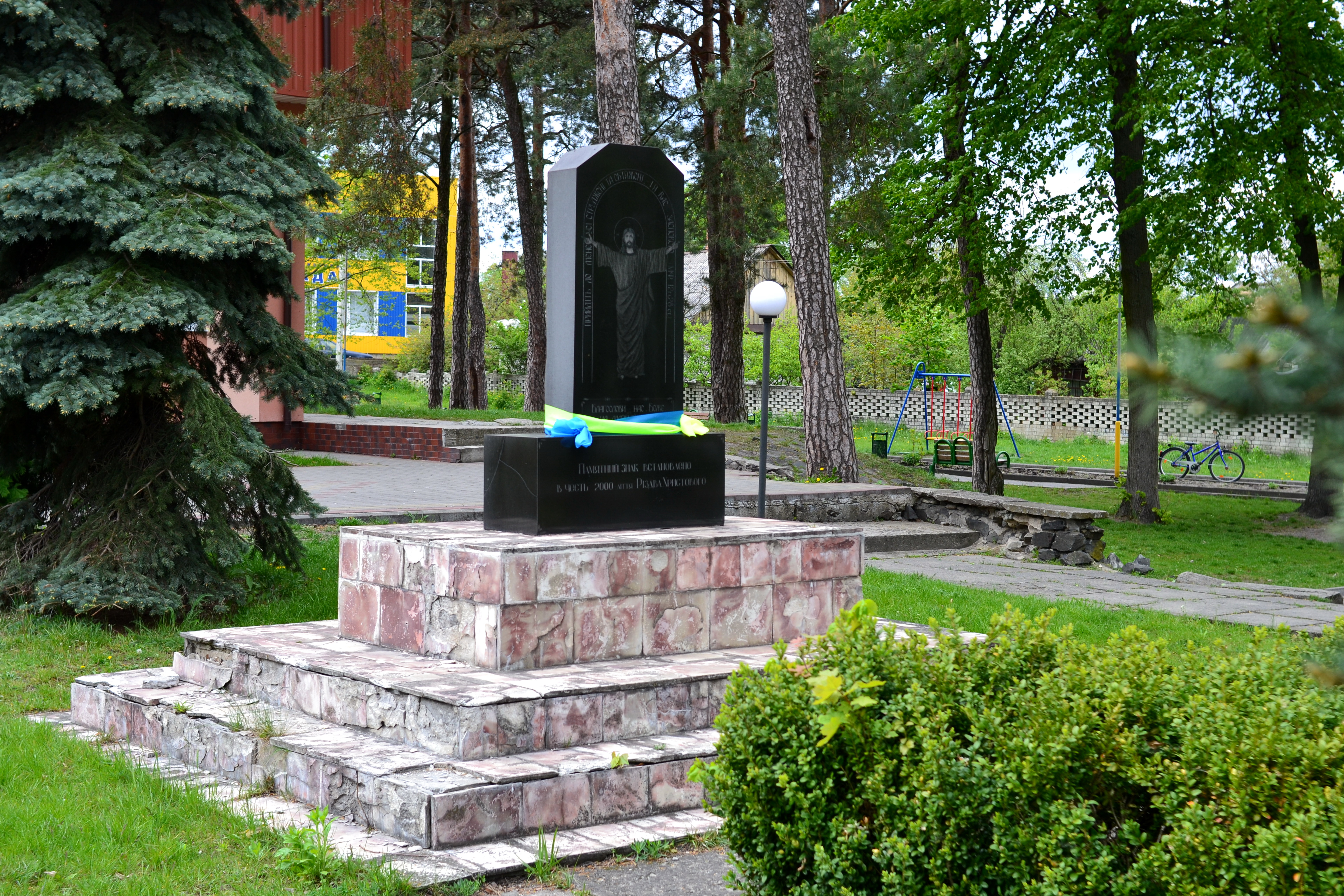
Пам'ятний знак на честь 2000-ліття Різдва Христового (вул. 100-річчя Маневич, 50)
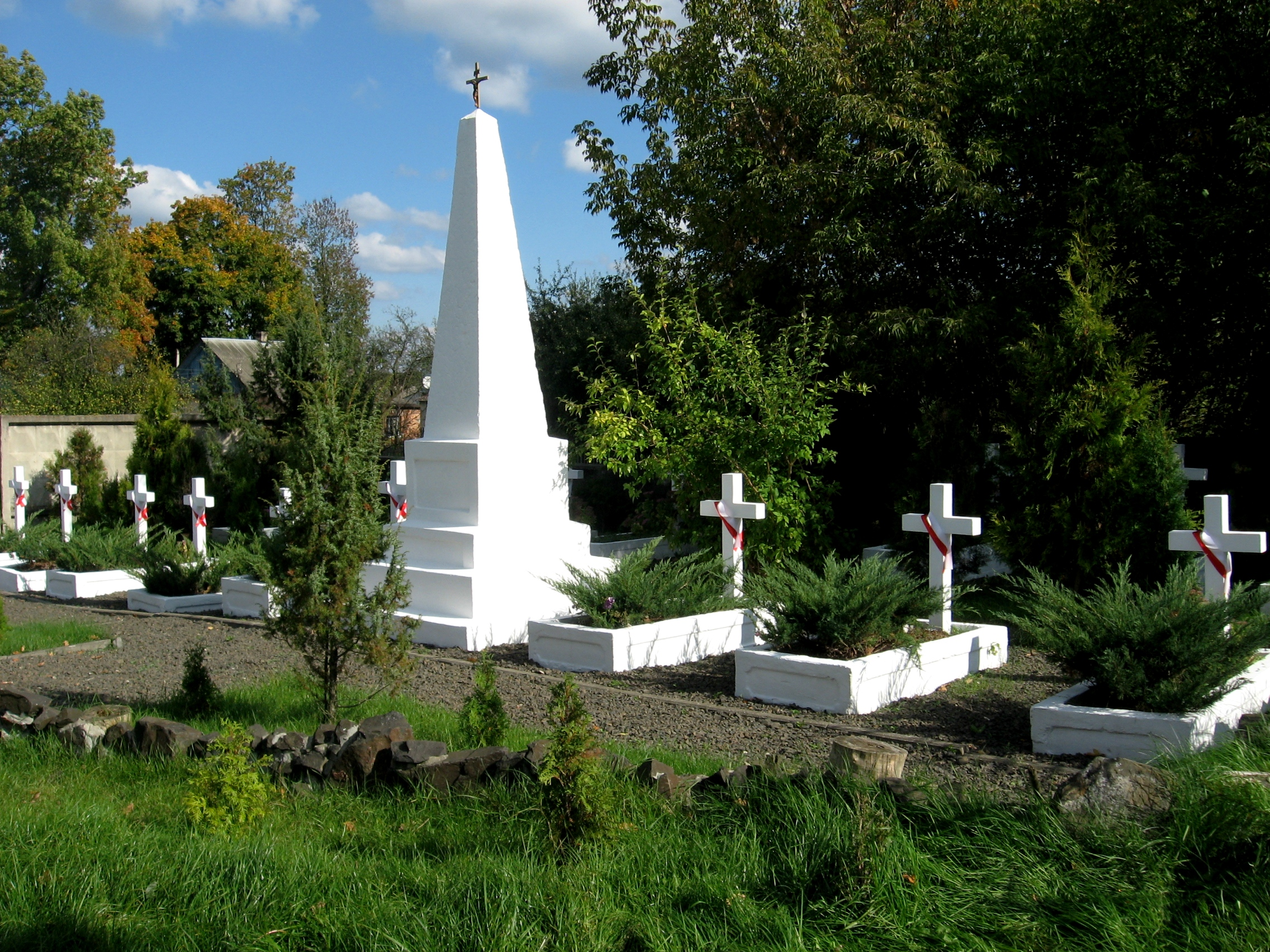
Цвинтар легіоністів біля костелу